# أنتوني (لاعب كرة قدم مواليد 2001)
أنتوني هو لاعب كرة قدم برازيلي، ولد في 8 سبتمبر 2001.

## وصلات خارجية
- أنتوني (لاعب كرة قدم مواليد 2001) على موقع الدوري الأمريكي (الإنجليزية)
- أنتوني (لاعب كرة قدم مواليد 2001) على موقع قاعدة بيانات كرة القدم.إي يو (الإنجليزية)
- أنتوني (لاعب كرة قدم مواليد 2001) على موقع Soccerway.com (الإنجليزية)